# Goodman (Mississippi)
Goodman é uma cidade  localizada no estado americano de Mississippi, no Condado de Holmes.

## Demografia
Segundo o censo americano de 2000, a sua população era de 1252 habitantes.
Em 2006, foi estimada uma população de 1185, um decréscimo de 67 (-5.4%).

## Geografia
De acordo com o United States Census Bureau tem uma área de
2,1 km², dos quais 2,1 km² cobertos por terra e 0,0 km² cobertos por água. Goodman localiza-se a aproximadamente 81 m acima do nível do mar.

## Localidades na vizinhança
O diagrama seguinte representa as localidades num raio de 28 km ao redor de Goodman.